# Znojmo
Znojmo (tyska: Znaim) är en stad i de södra delarna av Tjeckien med 33 787 invånare (2016).
År 1645 kapitulerade Znojmo inför svenska trupper under det 30-åriga kriget.
Herbert Felix, grundaren av AB Felix kom från Znojmo. Familjens företag grundat 1868 gjorde Znojmo, dåvarande Znaim i Österrike-Ungern, berömt för sina Znaimer Gurken. 2007 utsågs Herbert Felix till hedersmedborgare i Znojmo. Samtidigt bildades ett Herbert Felix-sällskap i staden.